# Červený Kameň
Červený Kameň (bis 1927 slowakisch auch „Červeňkameň“; deutsch Rotenstein oder Rothenstein, ungarisch Vöröskő) ist ein Ort und eine Gemeinde im Nordwesten der Slowakei, mit 639 Einwohnern (Stand 31. Dezember 2024), die im Okres Ilava (Teil des Trenčiansky kraj) liegt.

## Geographie
Die Gemeinde liegt im Nordteil der Weißen Karpaten im gleichnamigen Tal am Bach Tovarský potok. Das Ortszentrum liegt auf einer Höhe von 361 m n.m. am unteren Ende der Gemeinde, weiter talaufwärts im Gebirge liegen die Weiler Trokanovo, Nebrová und Zápechová, wo ein kleiner Grenzübergang nach Nedašova Lhota in Tschechien besteht. Die nächstgelegenen Städte sind Ilava, 14 Kilometer südlich sowie Púchov, 20 Kilometer östlich (Entfernungen über das Straßennetz).
Oberhalb des Hauptortes liegt die geschützte Naturformation Bradlo, ein Fels, nach dessen Farbe trägt die Gemeinde seinen Namen.

## Geschichte
Der Ort wird zum ersten Mal 1354 als Wereskew schriftlich erwähnt.

## Bevölkerung
| Jahr:                | 1994. | 2004.   | 2014.   | 2024.   |
| -------------------- | ----- | ------- | ------- | ------- |
| Anzahl der Personen: | 807   | 757     | 689     | 639     |
| Unterschied:         |       | -6,19 % | -8,98 % | -7,25 % |

| Jahr:                | 2023. | 2024.   |
| -------------------- | ----- | ------- |
| Anzahl der Personen: | 637   | 639     |
| Unterschied:         |       | +0,31 % |

## Sehenswürdigkeiten
- barocke Jungfrau-Maria-Kirche aus dem Jahr 1796

|  |  |

## Persönlichkeiten
- Johann Pálffy (1664–1751), kaiserlicher Feldmarschall, Ban von Kroatien und Palatin von Ungarn